# Jean Cassagneau

a Compétitions nationales et continentales officielles uniquement.

b Matchs officiels uniquement.
Jean Cassagneau, né le  8 septembre 1902 à Carcassonne et mort le 23 juin 1981 à Poissy, est un joueur français de rugby à XV et de rugby à XIII.
Après une carrière en rugby à XV où il joua à Esperaza, puis dans l'entente de Carcassonne-Esperaza aux côtés d'Albert Domec dans les années 1920, il rejoint en 1930 Quillan où évoluent Eugène Ribère et Antonin Barbazangues. En 1934, il opte pour le rugby à XIII nouvellement créé en France et est sélectionné dans la sélection des Pionniers, première sélection française de rugby à XIII montée par Jean Galia. En club, il rejoint le XIII Catalan avec lequel il dispute une finale de Coupe de France en 1935

## Famille
Jean François Cassagneau naît le 8 septembre 1902 à Carcassonne (Aude) . Son père, Jean Cassagneau (1875-?), est coiffeur, et sa mère, Félicie Pelouze, sans profession. Il a deux frères : Barthélémy (1900-1986) et François (1905-1989). Il se marie le 11 avril 1929 à Françoise Sarriège, en la mairie de Carcassonne avec qui il a deux enfants, Jean et Yvette, et décède le 23 juin 1981 à Poissy (Yvelines).

## Carrière en Rugby à XIII

### Palmarès
- Collectif :
  - Vainqueur du Championnat de France : 1936 (XIII Catalan).
  - Finaliste de la Coupe de France : 1935 (XIII Catalan).

#### Détails en sélection
| Matchs internationaux de Jean Cassagneau | Matchs internationaux de Jean Cassagneau | Matchs internationaux de Jean Cassagneau | Matchs internationaux de Jean Cassagneau | Matchs internationaux de Jean Cassagneau | Matchs internationaux de Jean Cassagneau | Matchs internationaux de Jean Cassagneau | Matchs internationaux de Jean Cassagneau | Matchs internationaux de Jean Cassagneau | Matchs internationaux de Jean Cassagneau | Matchs internationaux de Jean Cassagneau | Matchs internationaux de Jean Cassagneau |
|                                          | Date                                     | Lieu                                     | Adversaire                               | Résultat                                 | Compétition                              | Poste                                    | Points                                   | Essais                                   | Pen.                                     | Drops                                    |                                          |
| ---------------------------------------- | ---------------------------------------- | ---------------------------------------- | ---------------------------------------- | ---------------------------------------- | ---------------------------------------- | ---------------------------------------- | ---------------------------------------- | ---------------------------------------- | ---------------------------------------- | ---------------------------------------- | ---------------------------------------- |
| 1.                                       | 15 avril 1934                            | Stade Buffalo, Paris, France             | Angleterre                               | 21-32                                    | ?                                        | Ailier                                   | ?                                        | ?                                        | ?                                        | ?                                        |                                          |

#### Statistiques
| Saison    | Saison       | Championnat           | Championnat | Championnat | Championnat | Championnat | Championnat | Championnat | Coupe           | Coupe      | Coupe | Coupe | Coupe | Coupe | Coupe | Sélection | Sélection | Sélection | Sélection | Sélection | Sélection | Sélection |
| Saison    | Saison       | Comp.                 | Class.      | M           | Pts         | Ess.        | Buts        | Dp.         | Comp.           | Class.     | M     | Pts   | Ess.  | Buts  | Dp.   | Comp.     | M         | Pts       | Ess.      | Buts      | Dp.       |           |
| --------- | ------------ | --------------------- | ----------- | ----------- | ----------- | ----------- | ----------- | ----------- | --------------- | ---------- | ----- | ----- | ----- | ----- | ----- | --------- | --------- | --------- | --------- | --------- | --------- | --------- |
| 1934-1935 | XIII Catalan | Championnat de France | 6e          | ?           | -           | -           | -           | -           | Coupe de France | Finaliste  | ?     | -     | -     | -     | -     |           |           |           |           |           |           |           |
| 1935-1936 | XIII Catalan | Championnat de France | Champion    | ?           | -           | -           | -           | -           | Coupe de France | 1/4 finale | ?     | -     | -     | -     | -     |           |           |           |           |           |           |           |
| 1936-1937 | ?            | Championnat de France |             | ?           | -           | -           | -           | -           | Coupe de France |            | ?     | -     | -     | -     | -     |           |           |           |           |           |           |           |
| 1937-1938 | XIII Catalan | Championnat de France | 1/4 finale  | ?           | -           | -           | -           | -           | Coupe de France | 1/2 finale | ?     | -     | -     | -     | -     |           |           |           |           |           |           |           |